# Alice Brown
Alice Brown (5 de diciembre de 1857–21 de junio de 1948) fue una novelista, poetisa y dramaturga estadounidense conocida principalmente por sus historias de estilo regional. También participó en un capítulo de la novela colaborativa La familia al completo (1908).

## Biografía
Alice Brown nació en Hampton Falls (Nuevo Hampshire) y se graduó en el seminario Robinson en Exeter en 1876. Aunque fue profesora de escuela durante cinco años, en 1884 se mudó a Boston para convertirse en escritora. Empezó trabajando en el Registro Cristiano y más tarde, en 1885, en |Youth's Companion.
Fue una escritora prolífica durante muchos años, como demuestra su maestría de poder producir un libro al año hasta que dejó de escribir en 1935, pero su popularidad decayó con el cambio al siglo XX. Mantuvo correspondencia con el reverendo Michael Earls del College of the Holy Cross y con el padre J. M. Lelen de Falmouth (Kentucky), con quien también intercambió poemas. La Universidad de Yale y Holy Cross tienen en la actualidad las únicas colecciones de sus cartas, de un tamaño considerable, puesto que Brown predispuso que toda su correspondencia personal debía destruirse tras su muerte. Brown murió en Boston, Massachusetts, en 1948.

## Obras
- Fools of Nature (1887) - novela
- Sunrise on Mansfield Mountain (1895) (Harper's New Monthly Magazine, octubre de 1895)
- Meadow-Grass: Tales of New England Life (1896) - relatos
- The Rose of Hope (1896)
- The Day of His Youth (1897) - novela
- Tiverton Tales (1899) - relatos
- Kings End (1901) - novela
- Margaret Warrener (1901) - novela
- High Noon (1904) - relatos
- Paradise (1905) - novela
- The Country Road (1906) - relatos
- Rose MacLeod (1908) - novela
- La familia al completo (1908) - novela colaborativa
- The Story of Thyza (1909) - novela
- John Winterbourne's Family (1910) - novela
- Country Neighbors (1910) - relatos
- Golden Baby (1910) 
 En 2009, Library of America seleccionó esta historia para incluirla en su retrospectiva de dos siglos de Relatos Fantásticos Estadounidenses, editada por Peter Straub.[2]
- The One-Footed Fairy (1911) - relatos
- The Secret of the Clan (1912)
- My Love and I (1912) - novela
- Robin Hood's Barn (1913)
- Vanishing Points (1913) - relatos
- Joint Owners in Spain (1914)
- Children of Earth (1915) - obra teatral
- Bromley Neighborhood (1917) - novela
- The Prisoner (1916) - novela
- The Flying Teuton (1918) - relatos
- The Black Drop (1919)[3] - novela
- Homespun and Gold (1920) - relatos
- The Wind Between the Worlds (1920) - novela
- One-Act Plays (1921)
- Louise Imogen Guiney — a Study (1921) - biografía
- Old Crow (1922) - novela
- Ellen Prior, (1923) - poesía
- Dear Old Templeton (1927) - novela
- The Kingdom in the Sky (1932) - novela
- Jeremy Hamlin (1934) - novela
- The Willoughbys (1935) - novela

[Los títulos que no están clasificados son historias cortas individuales.]
Otro libro que escribió Alice Brown es The Patient Sufferer, A Story For Youth. Estaba dirigido a la American Sunday-School Union y su revisión estuvo al cargo del Comité de Publicaciones. Entre sus datos de portada encontramos: Filadelfia: American Sunday-School Union, No. 146 Chestnut Street. Además, el libro contiene un esbozo en las páginas siguientes con el título “Donde vivió Alice Brown” ("Where Alice Brown lived").